# El Greco Original Motion Picture Soundtrack
El Greco Original Motion Picture Soundtrack es la banda sonora del film El Greco, de Yannis Smaragdis, realizada por Vangelis y lanzada en 2007.
El disco fue publicado por la filial griega de Universal Music Group a través de la etiqueta Polydor, constando de 18 temas, con la participación de los músicos Psarantonis y Loudovicos Ton Anogion, más el Coro de la Radiotelevisión Griega.
Vangelis ya había trabajado previamente con Smaragdis, en la música para el film que éste realizó en 1996 sobre el poeta heleno Constantino Cavafis.

## Lista de temas
- Autor Vangelis, salvo los indicados.

1. Part 1 - 3:59
2. Part 2 - 1:56
3. Part 3 - 4:20
4. Part 4 - 2:26
5. Part 5 (Trad.) - 3:06
6. Part 6 - 2:05
7. Part 7 - 1:30
8. Part 8 (Autor e intérprete: Psarantonis) - 1:56
9. Part 9 - 1:00
10. Part 10 - 1:51
11. Part 11 (Autor e intérprete: Loudovicos Ton Anogion) - 2:50
12. Part 12 - 4:56
13. Part 13 - 2:36
14. Part 14 - 1:06
15. Part 15 - 2:40
16. Part 16 - 2:46
17. Part 17 - 2:28
18. Part 18 - 3:16

(P) & © 2007 Universal Music S.A. (Greece)

## Personal
- Vangelis - autor, arreglador, intérprete, productor
- Psarantonis - autor, intérprete track 8
- Loudovicos Ton Anogion - autor, intérprete track 11
- Coro de la Radiotelevisión Griega - acompañamiento coral
- Irina Valentinova - dirección coral